# Dekanat turecki
Dekanat turecki – jeden z 33 dekanatów rzymskokatolickiej diecezji włocławskiej.
W skład dekanatu wchodzą następujące parafie:
- parafia Najświętszego Serca Pana Jezusa w Turku
- parafia św. Barbary w Turku
- parafia MB Fatimskiej w Obrzębinie
- parafia Przemienienia Pańskiego i św. Walentego w Galewie - sanktuarium Przemienienia Pańskiego
- parafia NMP Królowej Polski w Kaczkach Średnich
- parafia św. Stanisława Biskupa i św. Mikołaja Biskupa w Malanowie
- parafia św. Michała Archanioła w Russocicach

Dziekan dekanatu tureckiego
- ks. prał. Marek Kasik - proboszcz parafii Najświętszego Serca Pana Jezusa w Turku

Wicedziekan
- ks. kan. Stanisław Nasiński - proboszcz parafii w Obrzębinie

Ojciec duchowny
- ks. kan. Mirosław Frankowski - proboszcz parafii św. Barbary w Turku